# Landschaftsschutzgebiet Postwiese und Magergrünland bei Neuastenberg
Koordinaten: 51° 9′ 49,8″ N, 8° 29′ 22,5″ O

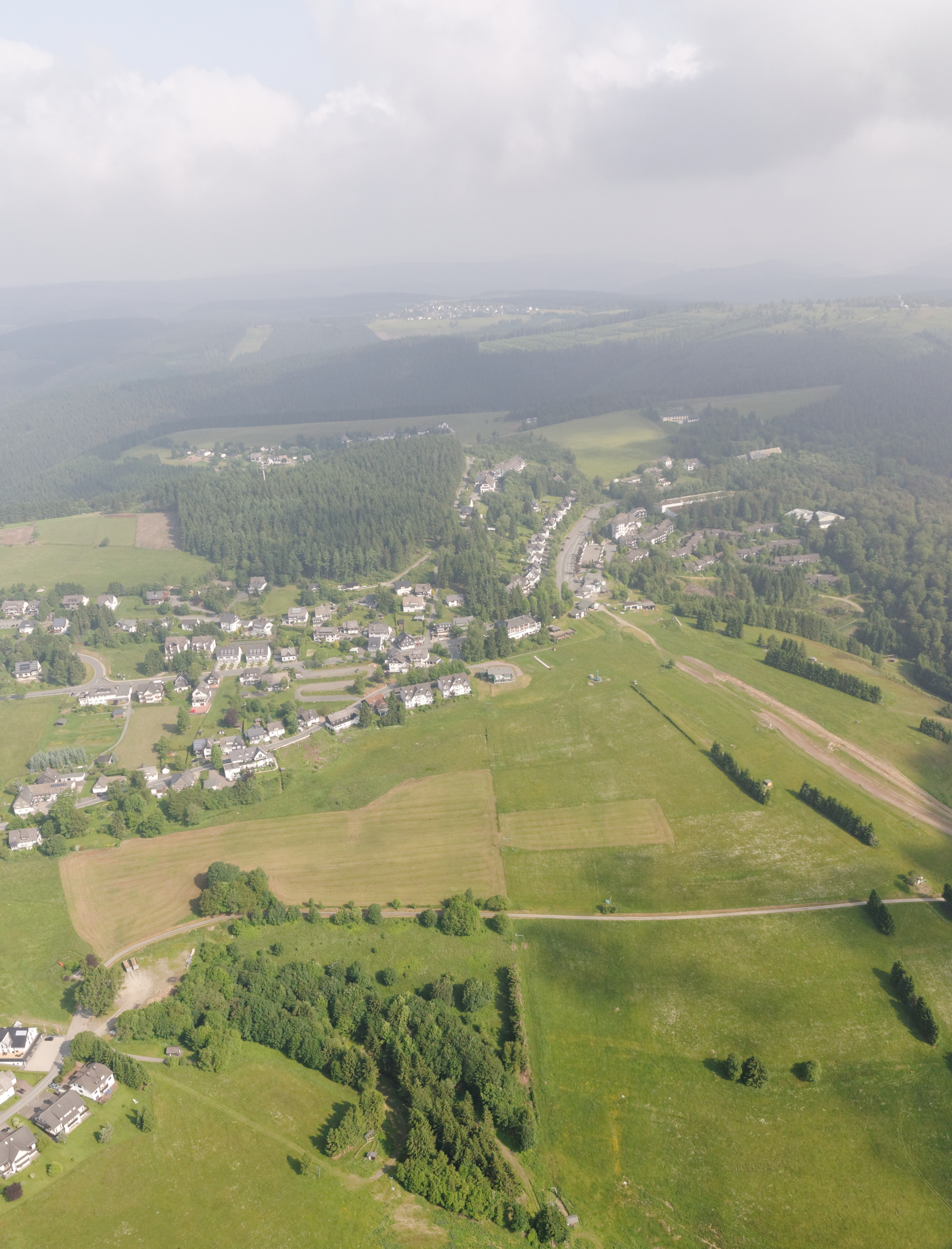
Landschaftsschutzgebiet Postwiese und Magergrünland bei Neuastenberg unter Neuastenberg

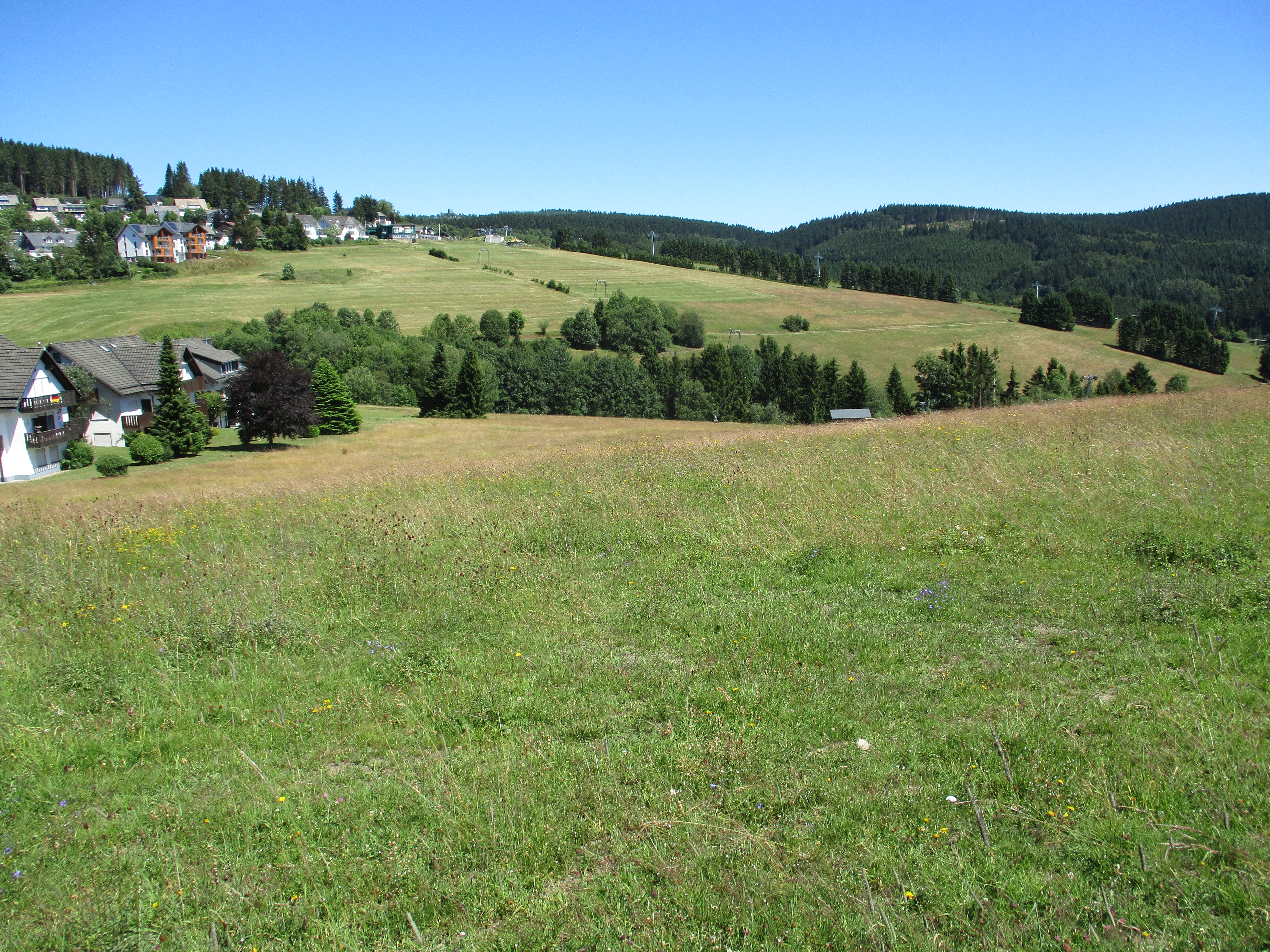
Blick auf Skihänge südlich Neuastenberg

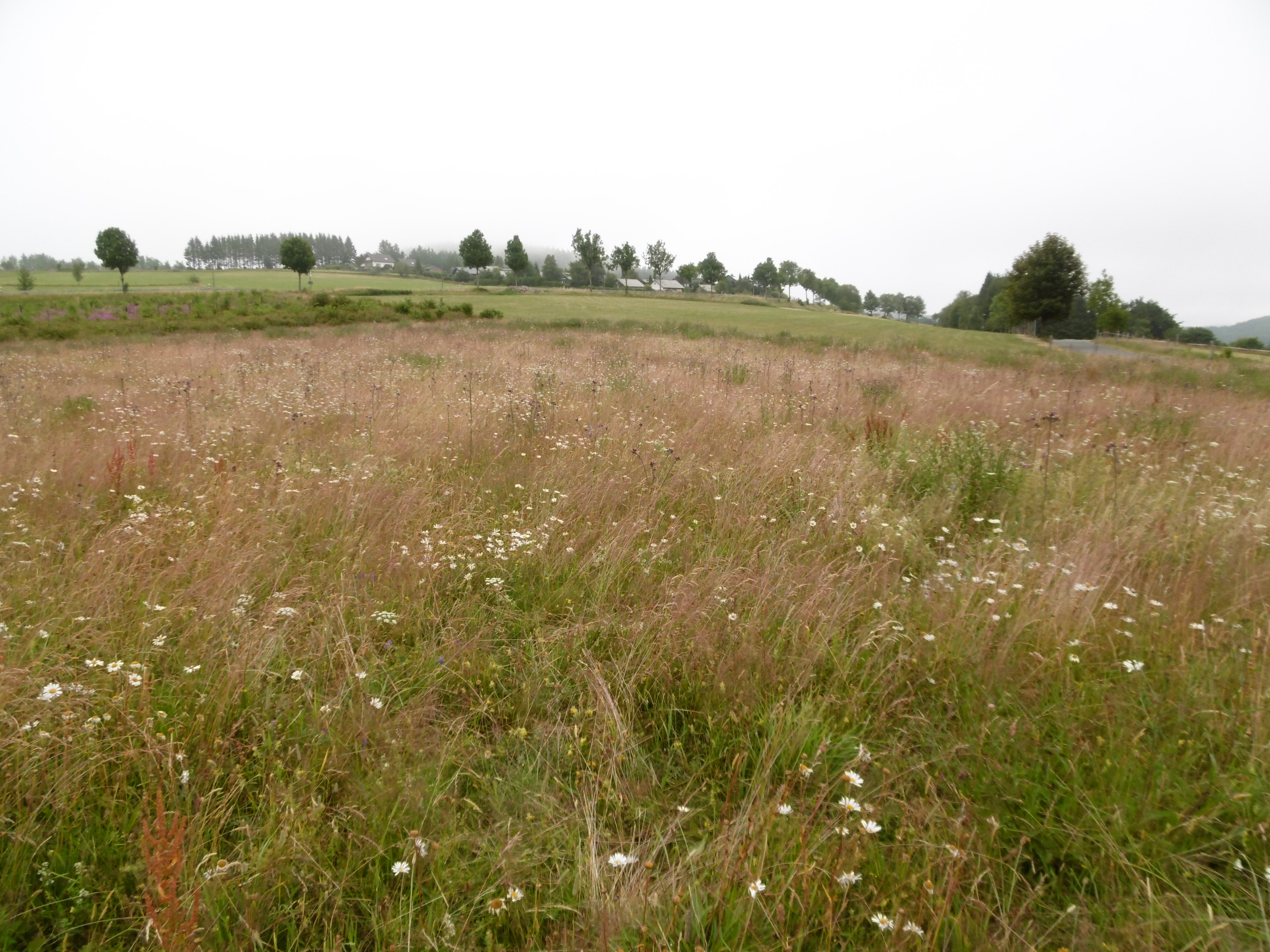
Schutzgebiet von Südwesten mit Westrand von Neuastenberg

Das Landschaftsschutzgebiet Postwiese und Magergrünland bei Neuastenberg mit 46,93 ha Größe liegt um Neuastenberg bzw. eine Teilfläche südlich Lenneplätze im Stadtgebiet von Winterberg. Das Gebiet wurde 2008 vom Kreistag des Hochsauerlandkreises mit dem Landschaftsplan Winterberg als Landschaftsschutzgebiet (LSG) Typ C ausgewiesen. Das LSG besteht aus vier Teilflächen. Das LSG ist zum Großteil ein gesetzlich geschütztes Biotop nach § 30 BNatSchG. Zwei Teilflächen gehören Großteils seit 2004 zum FFH-Gebiet Bergwiesen bei Winterberg (DE 4717-305). Weitere Teilgebiete des FFH-Gebietes liegen in anderen Bereichen Winterbergs. Das eigentlich zur Ausweisung als Naturschutzgebiet vorgesehene Gebiet wurde wegen seiner teilweise Nutzung als Postwiesen-Skigebiet zum LSG.

## Beschreibung

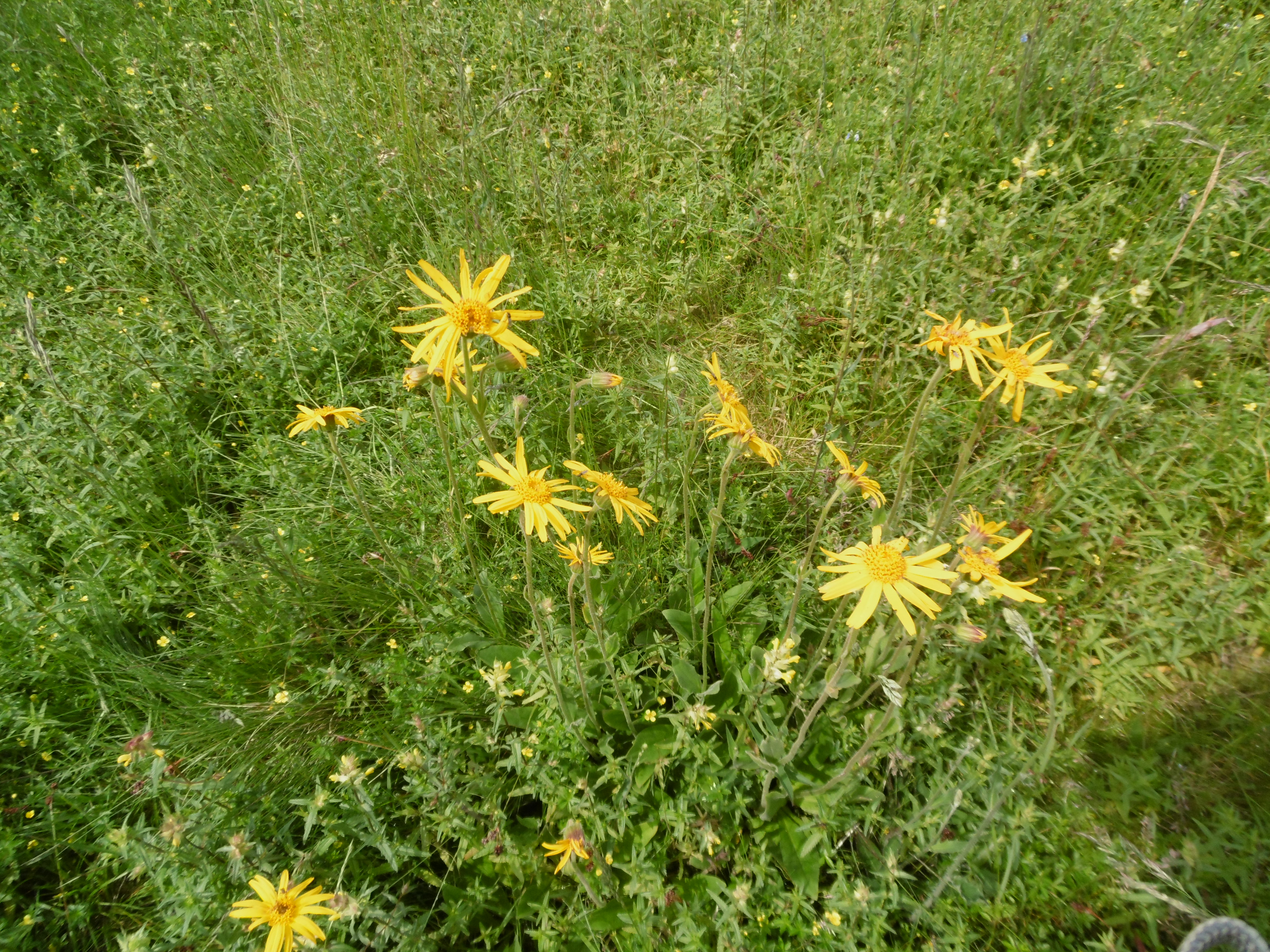
Arnika im Landschaftsschutzgebiet

Im LSG umfasst insesamt sechs Skilifte mit diversen Ski- und Rodelpisten. Auf den bis zu 40 Grad geneigten, östlich exponierten Hängen sind montane Bergwiesen ausgebildet, die in manchen Bereichen Übergänge zu Borstgrasrasen und Heiden aufweisen. Zwischen den Pisten und Liftanlagen sind Gebüschkomplexe eingestreut. Im LSG befinden sich fast nur montane Bergwiesen. Das Grünland sind meist extensiv genutzte Bergwiesen mit Mähnutzung. Das LSG grenzt teils direkt an das Naturschutzgebiet Bergwiesen bei Neuastenberg (Winterberg).
Das Biotopkataster Nordrhein-Westfalen vom Landesamt für Natur, Umwelt und Verbraucherschutz Nordrhein-Westfalen führt das LSG als Teil vom gesetzlich geschütztes Biotop nach § 30 BNatSchG Bergwiesen bei Neuastenberg und Grubental (BK-4816-0013) mit 145,36 ha Flächengröße. Das Biotop hat internationale Bedeutung und ist gering beeinträchtigt. Es wird als NSG-würdig bezeichnet und Sicherung über NSG-Ausweisung oder vertragliche Vereinbarungen vorgeschlagen. Es wurden Arten wie Acker-Witwenblume, Arnika, Aufgeblasenes Leimkraut, Arznei-Thymian, Berg-Platterbse, Bergwiesen-Frauenmantel, Blutwurz, Doldiges Habichtskraut, Harzer Labkraut, Geflecktes Johanniskraut, Gemeiner Frauenmantel, Gemeines Hornkraut, Gewöhnliches Ferkelkraut, Gewöhnliches Leinkraut, Glattes Habichtskraut, Kleiner Klappertopf, Kleiner Sauerampfer, Rundblättrige Glockenblume, Sparriges Kranzmoos, Wald-Ehrenpreis, Wald-Storchschnabel, Weiches Honiggras, Wiesen-Flockenblume, Wiesen-Margerite und Wiesen-Platterbse nachgewiesen.

## Rechtliche Rahmen
Das Landschaftsschutzgebiet Postwiese und Magergrünland bei Neuastenberg wurde als eines von 13 Landschaftsschutzgebieten vom Typ C, Wiesentäler und bedeutsames Extensivgrünland im Stadtgebiet von Winterberg, ausgewiesen. Wie in den anderen 12 Landschaftsschutzgebieten vom Typ C im Landschaftsplangebiet Winterberg besteht im LSG Talsystem der Elpe ein Umwandlungsverbot von Grünland und Grünlandbrachen in Acker oder andere Nutzungsformen. Eine Erstaufforstung und eine Anlage von Weihnachtsbaumkulturen ist verboten. Eine maximal zweijährige Ackernutzung innerhalb von zwölf Jahren ist erlaubt, falls damit die Erneuerung der Grasnarbe vorbereitet wird. Dies gilt als erweiterter Pflegeumbruch. Beim erweiterten Pflegeumbruch muss ein Mindestabstand von fünf Metern vom Mittelwasserbett eingehalten werden.

## Schutzzweck
Die Ausweisung erfolgte zur Ergänzung der Naturschutzgebiets-Ausweisung in den Talauen von Winterberg um ein Offenlandbiotop-Verbundsystem zu schaffen, damit Tiere und Pflanzen Wanderungs- und Ausbreitungsmöglichkeiten behalten, und dem Erhalt der Vorkommen geschützter Vogelarten sowie dem Schutz artenreicher Pflanzengesellschaften.